# Golden Delicious
Jabłoń domowa ‘Golden Delicious’ – odmiana uprawna (kultywar) jabłoni domowej (Malus domestica ‘Golden Delicious’), należąca do grupy odmian zimowych. Odmiana została wyselekcjonowana przez A.H. Mullinsa w USA w roku 1890 w Hrabstwie Clay w Wirginii Zachodniej. Lokalnie była uprawiana pod nazwą Mullin’s Yellow Seedling i Annit. Prawa do rozmnażania odmiany właściciel sprzedał w 1914 roku szkółkom Stark’a, które wówczas były znane z praw do odmiany Red Delicious i jej sportów popularnych w uprawie na całym świecie do chwili obecnej. Nie ma pewności co do odmian matecznych Golden Deliciousa, lecz najprawdopodobniej jest to siewka starej, lokalnej odmiany Golden Grimes. Współczesne badania wskazują, że jest to najprawdopodobniej hybryd Golden Reinette i Grimes Golden. W ofercie handlowej nazwa odmiany bywa spolszczana do formy ‘Golden Delicjusz’.

## Morfologia
PokrójDrzewo rośnie średnio silnie, po wejściu w okres owocowania wzrost słabnie. Korona jest niezbyt duża, początkowo stożkowata, a w starszym wieku kulista. Główne konary odchodzą od przewodnika pod szerokim kątem. Korona ma tendencję do nadmiernego zagęszczania się, zwłaszcza na bardzo dobrych stanowiskach, co sprawia konieczność systematycznego cięcia prześwietlającego. Pąki kwiatowe formuje zarówno na krótko-, jak i na długopędach.
OwoceNajczęściej są średniej, wyrównanej wielkości, o kształcie kulisto-stożkowatym, z lekkim żebrowaniem na powierzchni bocznej. Skórka lekko błyszcząca, zielonkawożółta lub żółta, niekiedy z delikatnym, rozmytym, pomarańczowoczerwonym rumieńcem. Przetchlinki są duże, zielonkawobrązowe. Skórka jest bardzo podatna na ordzawianie powodowane zarówno niekorzystnymi warunkami atmosferycznymi, jak i niektórymi środkami ochrony roślin (fungicydy miedziowe i siarkowe). Miąższ soczysty, kruchy, winno-słodki, aromatyczny i powszechnie oceniany jako bardzo smaczny.

## Rozwój
Zarówno odmiana podstawowa, jak i wszystkie jej sporty w okres owocowania wchodzą bardzo wcześnie, na ogół już w drugim roku po posadzeniu. Plonują bardzo obficie i corocznie.

## Uprawa
Odmiana uprawiana jest głównie na podkładkach słabo rosnących. Nie należy jej uprawiać na stanowiskach zimnych i słabych glebach bo znacząco pogarsza to smak owoców.
PielęgnacjaWymaga ochrony przed przymrozkami wiosennymi powodującymi zniszczenie kwiatów i ordzawienie skórki. Ze względu na obfite owocowanie owoce wymagają przerzedzania.
Zbiór i przechowywanieW warunkach polskich dojrzałość zbiorczą osiąga w połowie października, a dojrzałość konsumpcyjną w grudniu. W zwykłej chłodni można ją przechować do końca lutego, a w chłodni z atmosferą kontrolowaną do końca czerwca. Podczas przechowywania wymaga wysokiej wilgotności powietrza (powyżej 90% wilgotności względnej), gdyż łatwo więdnie.

## Zdrowotność
Golden Delicious jest całkowicie odporna na bliznowatość skórki jabłek. Jest odmianą wrażliwą na mróz w zimie i na przymrozki wiosenne. Jest średnio odporna na zarazę ogniową, parcha i mączniaka. Niekiedy porażana jest przez wirusy: mozaikę jabłoni i guzowatość korzeni.

## Zastosowanie

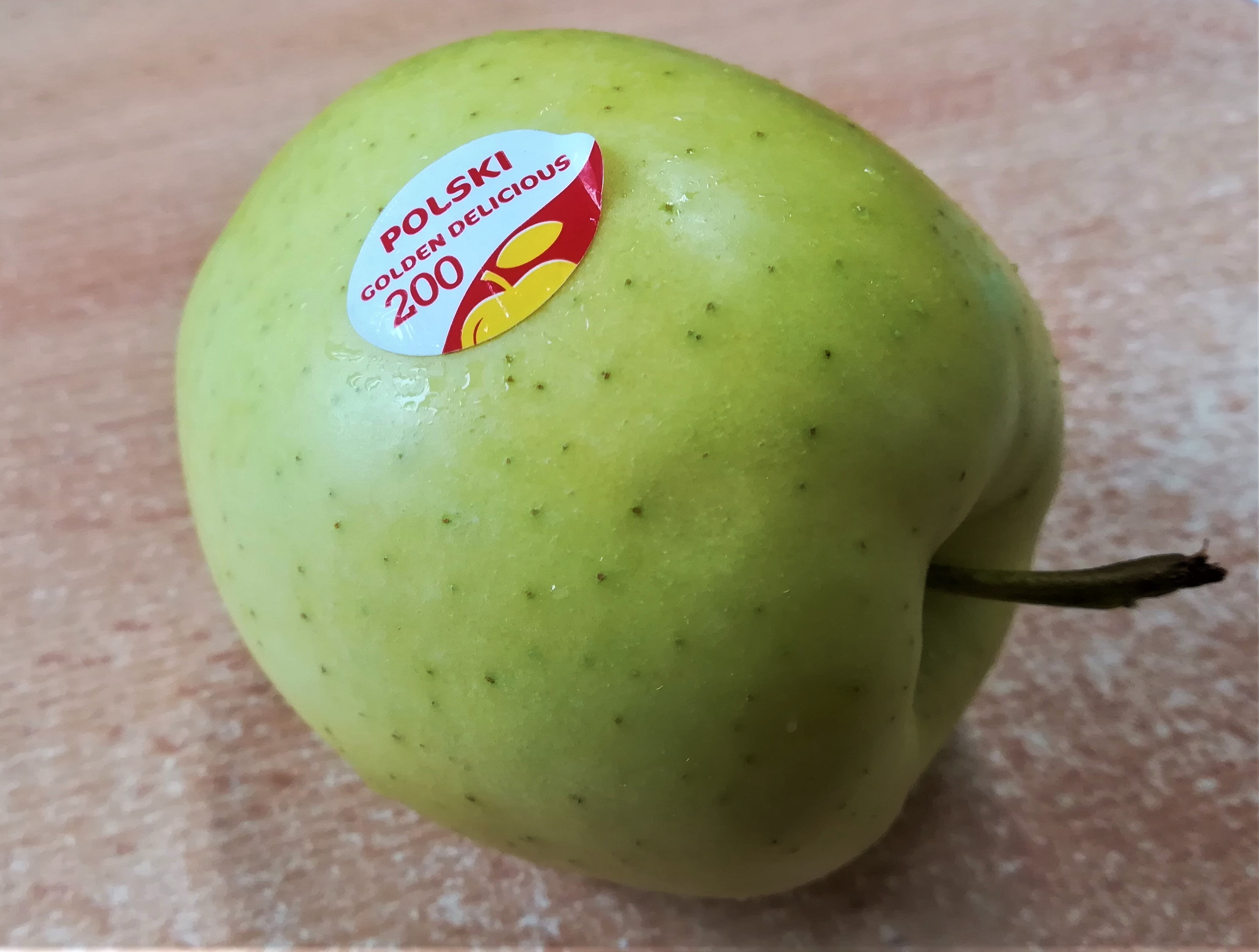
Polski Golden Delicious

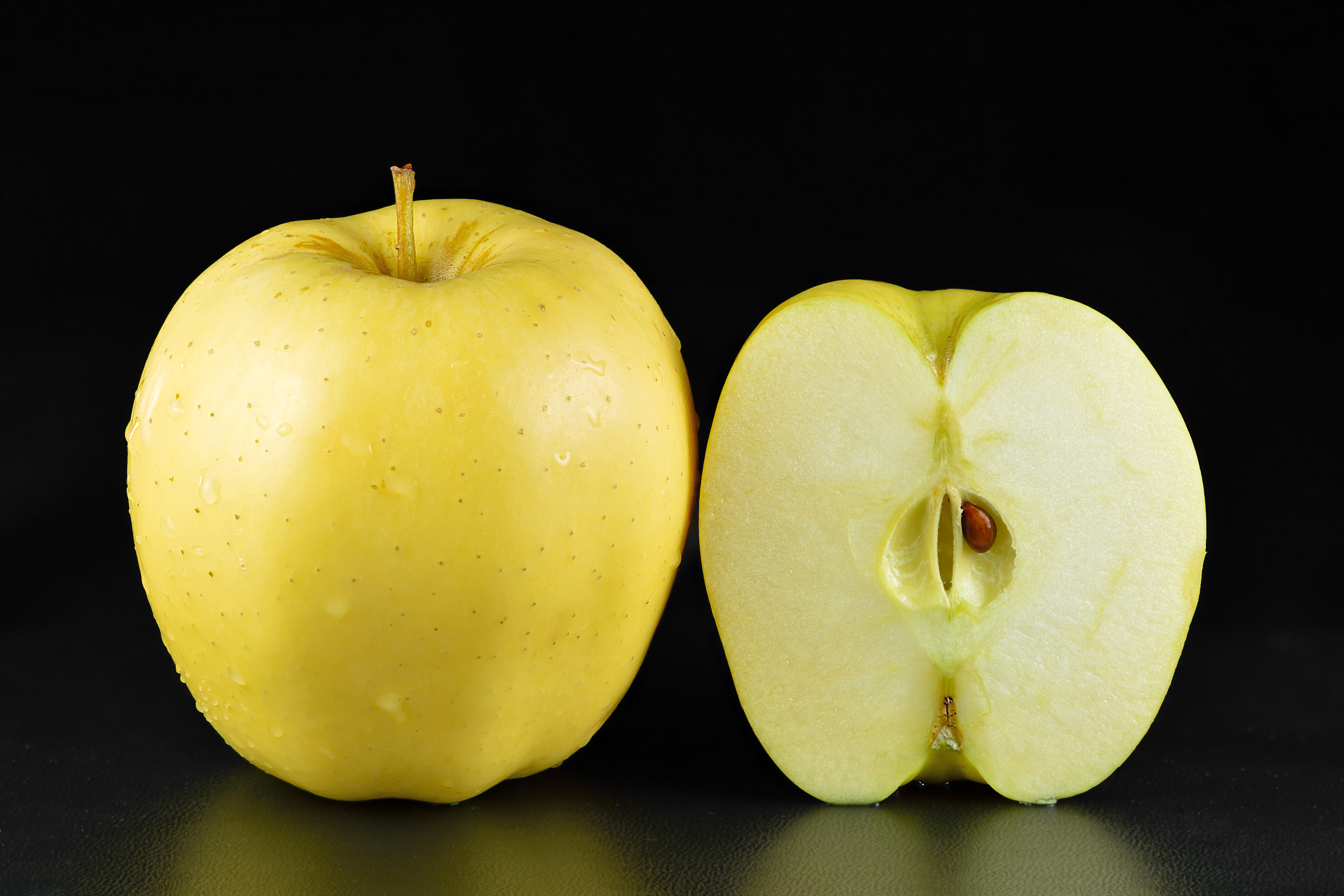

W Europie Zachodniej jest najczęściej uprawianą odmianą pod względem powierzchni uprawy i wielkości produkcji. W Polsce nadaje się do uprawy w najcieplejszych rejonach kraju i na najlepszych stanowiskach i dlatego mało przydatna do uprawy amatorskiej. Znane są dość liczne mutanty tej odmiany. Najważniejszymi są:
- Golden Auvil Spur – krótkopędowy mutant wyselekcjonowany w USA.
- Golden Delicious Crielaard – znaleziony w Holandii, o owocach z pomarańczowym rumieńcem.
- Golden Delicious Reinders – także holenderski, o mniejszej skłonności do ordzawiania.
- Golden Delicious Smoothe – z USA, mniej się ordzawia, lecz owoce w warunkach klimatycznych Polski są mniej smaczne.
- Golden Dream – mutant znaleziony w Polsce
- Lysgolden – pochodzi z Francji, otrzymany przez napromieniowanie pędów, owoce są bardziej wydłużone, z rumieńcem i dojrzewają później.

Walorami odmiany są: jakość, wygląd i smak owoców. W Polsce klienci preferują owoce intensywnie żółto wybarwione, z lekkim rumieńcem, natomiast w krajach Europy Południowej (Włochy, Francja, Hiszpania), tylko owoce zielone uznawane są za atrakcyjne. Nazwa odmiany została nieformalnie zaadaptowana w języku polskim jako 'Golden Delicjusz'. Pisownia ta pojawia się w sklepach, poradnikach branży sadowniczej oraz na produktach spożywczych wytworzonych z tej odmiany jabłek.